# Рана (династия)
Ра́на (непальск. राणा वंश — Rāņā bamsa) — династия непальских лидеров, которые управляли Королевством Непал в 1846—1951 годах. 
Представители династии, получив должность премьер-министра и другие важные государственные посты, стали фактическими правителями Непала, оставив королевской династии Шах только номинальное значение. В 1950 году окончательно узурпировала власть, что вызвало волнения и вмешательство Индии, принявшей беглого короля Трибхувана. В 1951 году после принятия новой конституции Непала абсолютная власть вновь перешла к королевской династии, а семья наследственных премьер-министров Рана была отстранена от власти.

## Основание династии
Династия премьер-министров Рана происходила из рода Кунваров. Первый премьер-министр Джанг Бахадур Кунвар стал именовать себя Рана. С тех пор его потомки и потомки его братьев упоминаются как Рана.
Родоначальником династии Рана был Бала Нарсингх Кунвар (1783—1841), личный телохранитель короля Раны Бахадур Шаха и зять военачальника Наина Сингха Тхапы из знатного рода Тхапа. Семья Кунвар (затем династия Рана) пришла к власти, будучи в родстве с премьер-министром Бримсеном Тхапой (1775—1839), находившимся у власти в 1806—1837 годах. Основатель династии Джанг Бахадур Рана (1817—1877) умертвил своего дядю по материнской линии, Матхабара Сингха Тхапу (1795—1845), премьер-министра в 1843—1845 годах, и консолидировал всю военно-политическую силу в своих руках после резни в Коти в 1846 году и казни семьи Баснат в 1847 году. Джанг Бахадур Кунвар присвоил себе должность премьер-министра и Верховного главнокомандующего Непала, взяв себе новое фамильное имя — Рана.

### Путь к власти
В период с 1837 по 1846 годы ситуация в среде непальской элиты оставалась весьма неустойчивой. Пользуясь частой сменой главных государственных министров, англичане добились у Дарбара некоторых уступок, в первую очередь в области торговли, хотя отношения регулярно накалялись (21 июня 1840 года 6 тысяч гуркхов чуть не взяли штурмом резиденцию).
Занятые междоусобной борьбой аристократы не смогли своевременно объединиться и оказать эффективное сопротивление новому претенденту на власть — молодому и амбициозному генералу Джангу Бахадуру (настоящее имя Бир Нарсингх Кунвар) из незнатного служилого рода Кунвар. В своём стремлении к власти он использовал недовольство мелких джагирдаров и общинной верхушки, составлявших костяк армии, ущемлением их интересов аристократией и частыми перетасовками в дарбаре. 17 мая 1845 года по приказу Джанг Бахадура было организовано убийство премьер-министра Матабарсинха Тхапы.
В ночь на 15 сентября 1846 года Джанг Бахадур и его братья устроили в одном из столичных дворцов кровавую резню, вошедшую в историю как «резня кот-парва» («событие во дворце»). В результате данной резни были убиты 55 (по официальному списку) представителей влиятельных родов и их слуги. Общее количество убитых оценивается в 100 человек, большие потери понесли семьи Тхапа и Панде. Джанг Бахадур пользовался покровительством второй жены короля Раджендры — махарани Лакшмидеви, которая в 1843 году стала королевой-регентшей. При её содействии незадолго до «резни кот-парвы» Джанг Бахадур был назначен премьер-министром и командующим. Действия Джанг Бахадура поддержали все 16 полков непальской армии. Вскоре был раскрыт заговор семейства Баснет с целью убийства Джанга Бахадура и все 13 участников казнены. Король и махарани были заподозрены в причастности к данному заговору. Джанг Бахадур заставил короля Раджендру отречься от престола и вместе с махарани он был выслан в Бенарес. 12 мая 1847 года новым королём был провозглашён малолетний Сурендра Бир Бикрам Шах Дев (правил в 1847—1881 гг.). Несколько сот представителей знатных родов бежали в Индию, собственность убитых и бежавших была конфискована. С этого периода Джанг Бахадур стал фактически полноправным правителем Непала.

## Премьер-министры Непала из династии Рана
Девять Ран занимали должности наследственных премьер-министров, верховных главнокомандующих и великих магистров королевских орденов. Также они носили титул махараджей Ламджунга и Каски.
- Ратанджит Кунвар Рана (1723—1815)
  -  Бала Нарсингх Кунвар Рана (1783—1841)
    -  I. Шри Тин Джанг Бахадур Рана (18 июня 1816 — 25 февраля 1877). Премьер-министр и главнокомандующий (15 сентября 1846 — 1 августа 1856, 28 июня 1857 — 25 февраля 1877). Кавалер Ордена Бани и Ордена Звезды Индии.
    - Бам Бахадур Кунвар Рана (1818 — 25 мая 1857), премьер-министр (1 августа 1856 — 25 мая 1857), младший брат предыдущего
    -  II. Шри Тин Ранодип Сингх Кунвар (Ранодип Сингх Рана) (3 апреля 1825 — убит 22 ноября 1885), премьер-министр (25 февраля 1877 — 22 ноября 1885), младший брат Джанга Бахадура Раны. Кавалер Ордена Звезды Индии.
    -  Генерал Шри Дхир Шамшер Джанг Рана Бахадур (1828—1884), младший брат Джанга Бахадура Раны
      -  III. Шри Тин Бир Шамшер Джанг Бахадур Рана (10 декабря 1852 — 5 марта 1901), премьер-министр (22 ноября 1885 — 5 марта 1901), сын предыдущего. Кавалер Ордена Звезды Индии.
      -  IV. Шри Тин Дев Шамшер Джанг Бахадур Рана (17 июля 1862 — 20 февраля 1914), премьер-министр (5 марта — 27 июня 1901), из-за своих либеральных взглядов был свергнут родственниками и сослан в Индию.
      -  V. Шри Тин Чандра Шамшер Джанг Бахадур Рана (8 июля 1863 — 26 ноября 1929), премьер-министр (27 июня 1901 — 26 ноября 1929), шестой сын Дхира Шамшера Джанга Бахадура, младший брат предыдущего. Кавалер Ордена Бани, Ордена Звезды Индии, Ордена Святого Михаила и Святого Георгия, Королевского Викторианского Ордена.
        -   IX. Шри Тин Мохан Шамшер Джанг Бахадур Рана (23 декабря 1885 — 6 января 1967), премьер-министр (30 апреля 1948 — 18 февраля 1951), старший из пяти сыновей Чандры Шамшера. Был лишен своих должностей, титулов и владений, и выслан в Индию. Кавалер Ордена Бани, Ордена Звезды Индии и Ордена Британской империи.

      -  VI. Шри Тин Бхим Шамшер Джанг Бахадур Рана (16 апреля 1865 — 1 сентября 1932), премьер-министр (26 ноября 1929 — 1 сентября 1932), младший брат Чандры Шамшера. Кавалер Ордена Звезды Индии, Ордена Святого Михаила и Святого Георгия, Королевского Викторианского Ордена.
        -   VIII. Шри Тин Падма Шамшер Джанг Бахадур Рана (5 декабря 1882 — 11 апреля 1961), премьер-министр (29 ноября 1945 — 30 апреля 1948), сын предыдущего, отказался от власти в пользу своего двоюродного брата. Кавалер Ордена Звезды Индии, Ордена Индийской империи и Ордена Британской империи.

      -   VII. Шри Тин Джуддха Шамшер Джанг Бахадур Рана (19 апреля 1875 — 20 ноября 1952), премьер-министр (1 сентября 1932 — 29 ноября 1945), отказался от власти в пользу своего племянника. Кавалер Ордена Бани, Ордена Звезды Индии и Ордена Индийской империи.

## Галерея

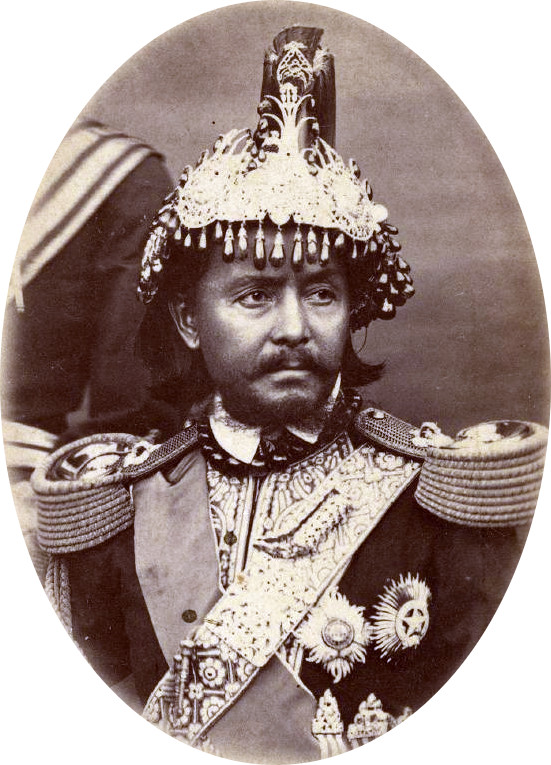
Джанг Бахадур Рана (1816 — 1877). Первый премьер-министр Непала из династии Ран (15 сентября 1846 — 1 августа 1856, 28 июня 1857 — 25 февраля 1877)
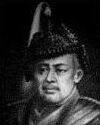
Ранодип Сингх Кунвар (Ранодип Сингх Рана) (1825 — 1885), премьер-министр (25 февраля 1877 — 22 ноября 1885)
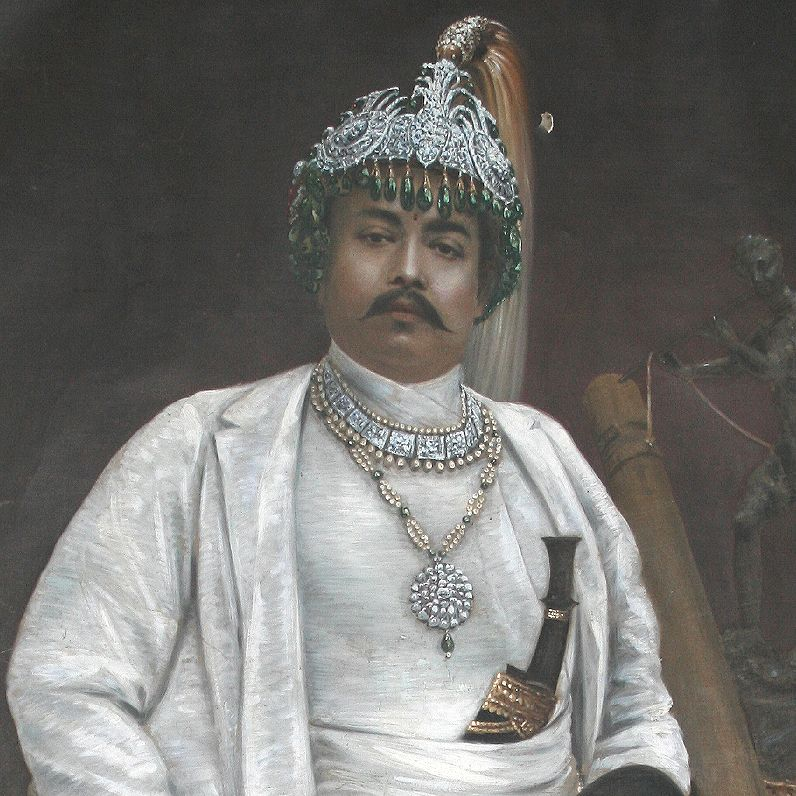
Дев Шамшер Джанг Бахадур Рана (1862 — 1914), премьер-министр (5 марта — 27 июня 1901)
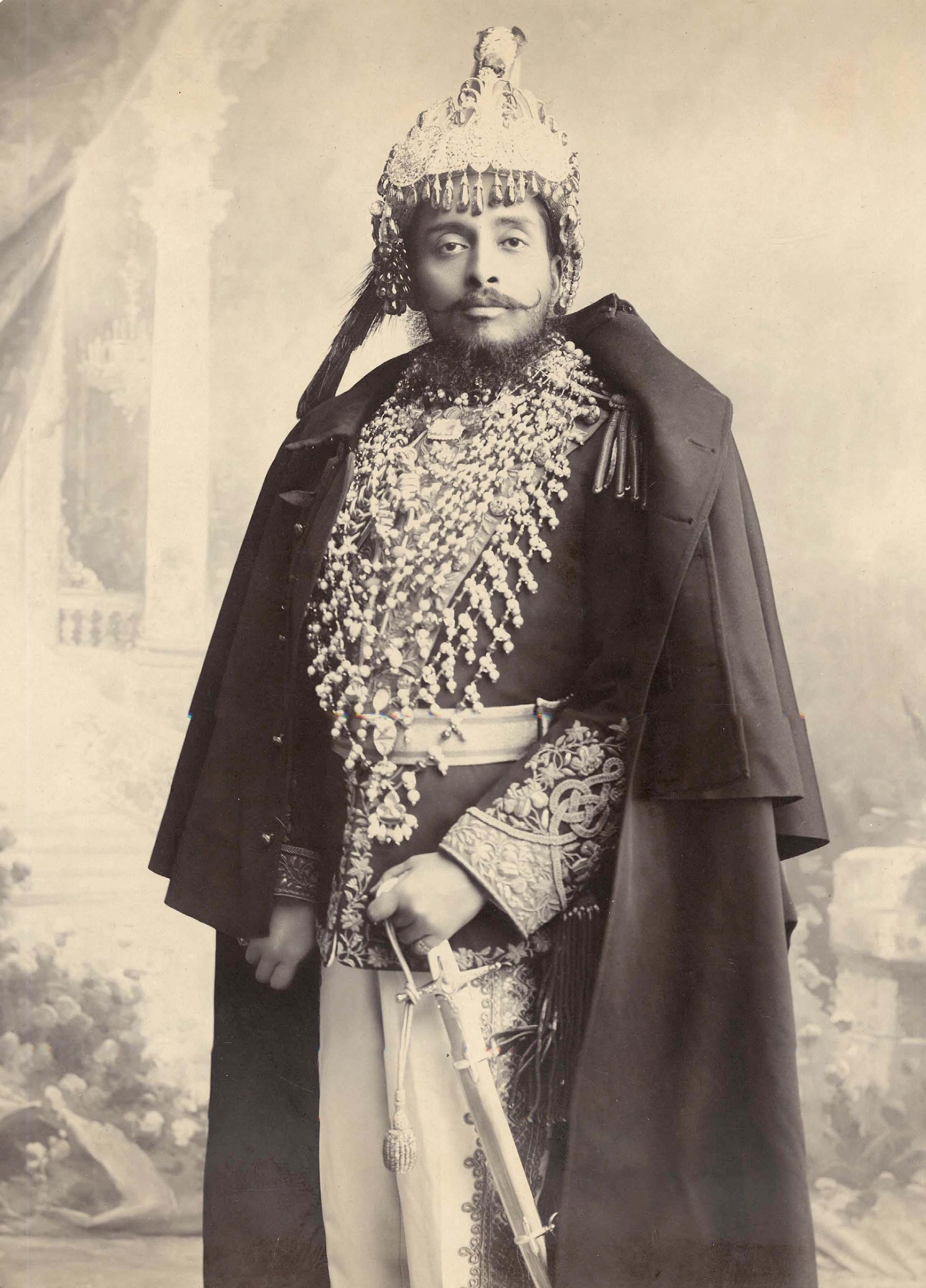
Чандра Шамшер Джанг Бахадур Рана (1863 — 1929), 13-й премьер-министр (27 июня 1901 — 26 ноября 1929)
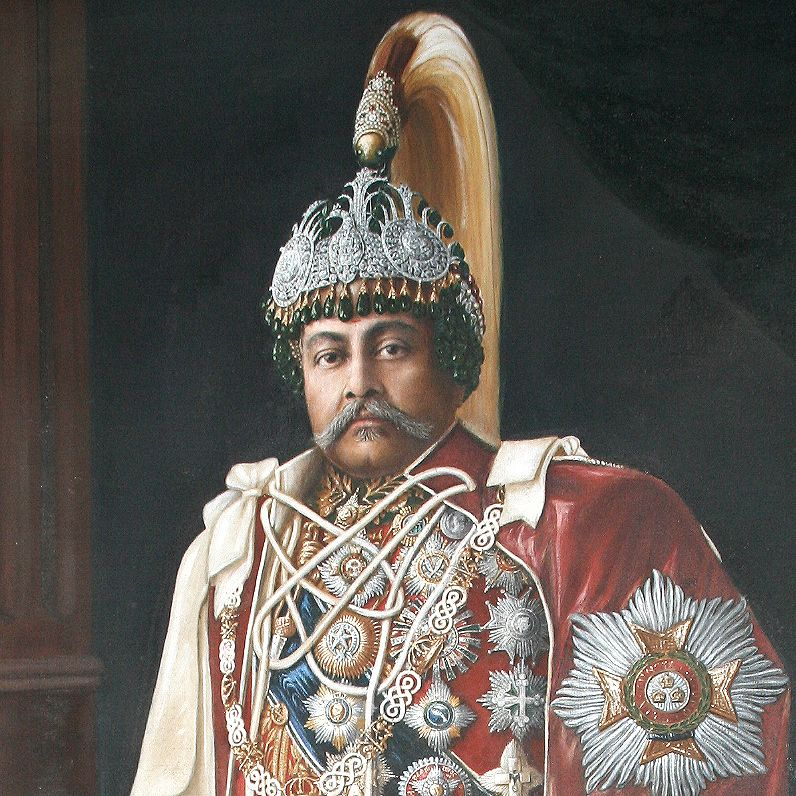
Джуддха Шамшер Джанг Бахадур Рана (1875 — 1952), 15-й премьер-министр (1 сентября 1932 — 29 ноября 1945)
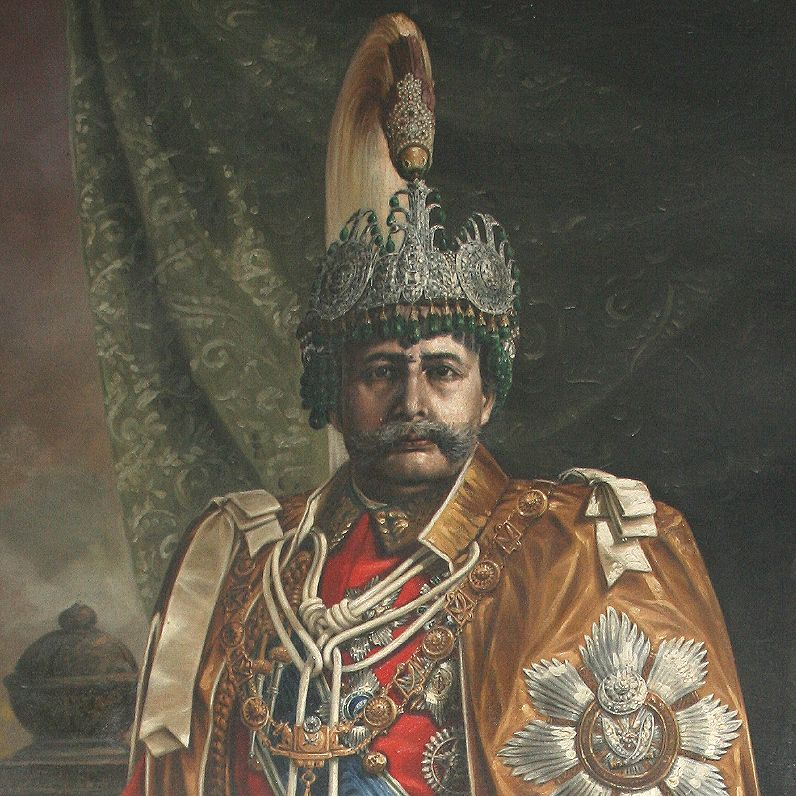
Мохан Шамшер Джанг Бахадур Рана (1885 — 1967), 17-й премьер-министр (30 апреля 1948 — 18 февраля 1951)